# Oscar Martínez (Schauspieler)

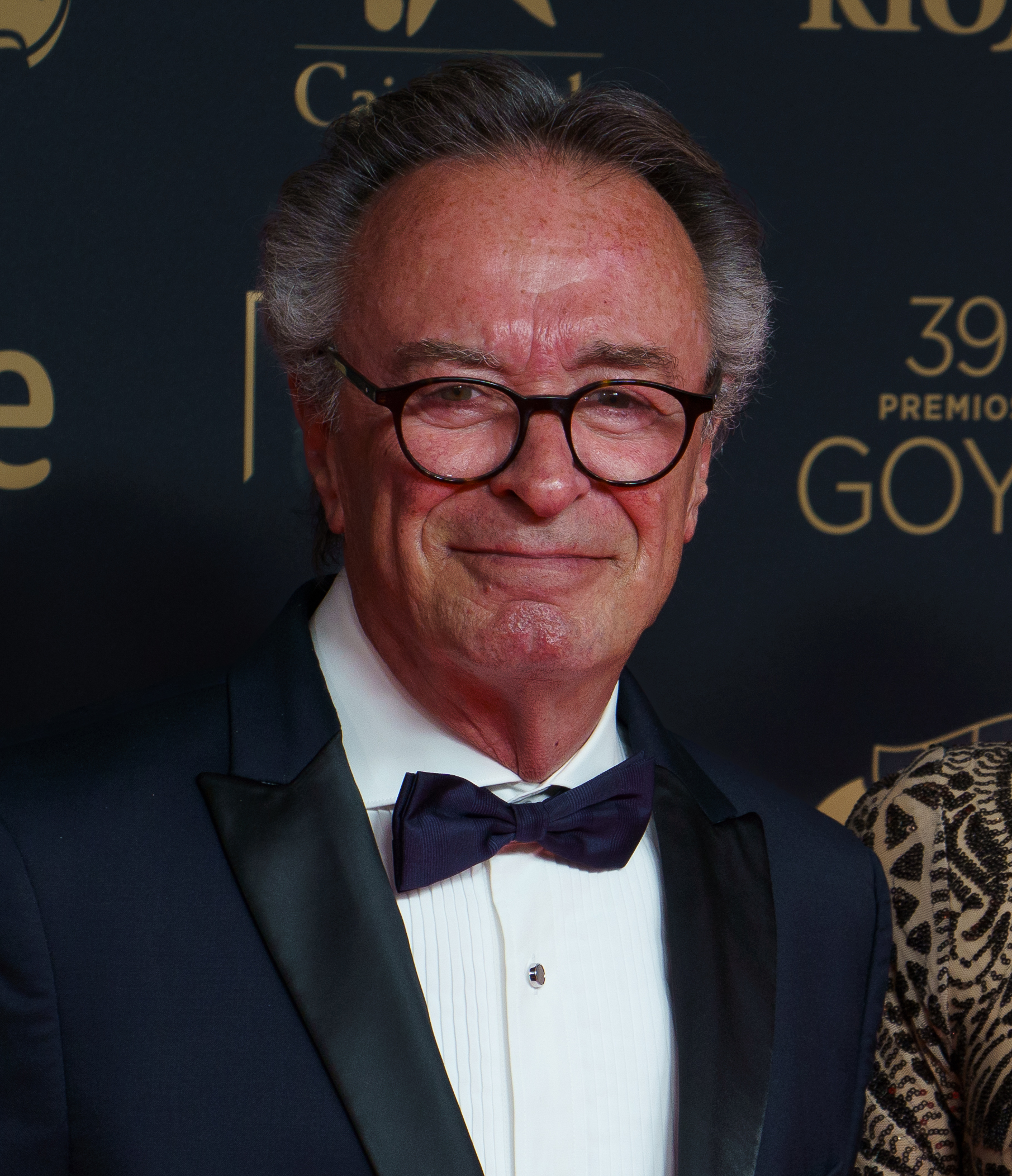
Óscar Martínez (2025)

Óscar Martínez (* 23. Oktober 1949 in Buenos Aires) ist ein argentinischer Schauspieler, Autor und Theaterregisseur.

## Leben
Óscar Martínez wurde 1949 in Buenos Aires geboren.
1959 hatte er seine erste wiederkehrende Rolle in der Fernsehserie Destinos cruzados. 2000 spielte er in der Fernsehserie Ilusiones (compartidas) mit. Zusammengenommen umfasst sein Schaffen mehr als 65 Produktionen.
Für seine Rolle in der Komödie Der Nobelpreisträger erhielt er außerdem den Volpi Cup als bester Hauptdarsteller bei den 73. Filmfestspielen von Venedig.
Von 1970 bis 1987 war er mit Cristina Lastra, von 1987 bis 2000 mit Mercedes Morán und seit 2011 ist er mit  Marina Borensztein verheiratet. Er hat vier Kinder.

## Filmografie
- 1959: Destinos cruzados (Fernsehserie, 54 Folgen)
- 1967: Sacrificio (Fernsehserie, 53 Folgen)
- 1969: Cosa juzgada (Fernsehserie, 18 Folgen)
- 1971: La gran ruta
- 1972: El profesor Tirabombas
- 1974: Der Waffenstillstand (La tregua)
- 1974: Vermouth de teatro argentino (Fernsehserie, 2 Folgen)
- 1974: El teatro de Jorge Salcedo (Fernsehserie, 3 Folgen)
- 1974: Alta comedia (Fernsehserie, 2 Folgen)
- 1975: Tu rebelde ternura (Fernsehserie, 39 Folgen)
- 1980: Un día 32 en San Telmo (Fernsehserie, 19 Folgen)
- 1980: Coraje de querer (Fernsehserie, 79 Folgen)
- 1980–1982: Los especiales de ATC (Fernsehserie, 4 Folgen)
- 1981: Tengo calle (Fernsehserie, 50 Folgen)
- 1981: Los miserables (Fernsehfilm)
- 1982: Noche estelar (Fernsehserie, eine Folge)
- 1982: Los siete pecados capitales (Fernsehserie, 3 Folgen)
- 1982: Las 24 horas (Fernsehserie, eine Folge)
- 1983: Mesa de noticias (Fernsehserie, eine Folge)
- 1983: Los Reporteros (Fernsehserie, 3 Folgen)
- 1983: La tentación (Fernsehserie, 3 Folgen)
- 1984: Der Untergang der "Rosales" (La Rosales)
- 1984: Mord im Senat (Asesinato en el Senado de la Nación)
- 1984–1985: Situación límite (Fernsehserie, 20 Folgen)
- 1985: Rückkehr in den Tod (Contar hasta diez)
- 1985: Cuentos para ver (Fernsehserie, eine Folge)
- 1985: La cruz invertida
- 1985: Entre el cielo y la tierra (Fernsehserie)
- 1986: Gefährliche Grenze (Expreso a la emboscada)
- 1986: Soy paciente
- 1987: Los dueños del silencio (Svart gryning)
- 1987: Ficciones (Fernsehserie, 3 Folgen)
- 1991: Atreverse (Fernsehserie, 4 Folgen)
- 1992: ¿Dónde estás amor de mi vida que no te puedo encontrar?
- 1992: Luces y sombras (Fernsehserie, 19 Folgen)
- 1993: Cuentos de Borges (Fernsehserie, eine Folge)
- 1994–1995: Nueve lunas (Fernsehserie, 29 Folgen)
- 1995: Stirb nicht ohne mir zu sagen, wohin du gehst (No te mueras sin decirme adónde vas)
- 1996: De poeta y de loco (Miniserie, 39 Folgen)
- 1998: Cómplices
- 1999: El hombre (Miniserie, 13 Folgen)
- 2000: El comisario (Fernsehserie, eine Folge)
- 2000: Ilusiones (compartidas) (Fernsehserie, 138 Folgen)
- 2001: Berlin is in Germany
- 2001: Tiempo final (Fernsehserie, eine Folge)
- 2003: The Big Bend
- 2003: La fiesta
- 2008: Das verlassene Nest (El nido vacío)
- 2011: El puntero (Miniserie, 2 Folgen)
- 2012: Condicionados (Miniserie, 14 Folgen)
- 2014: Wild Tales – Jeder dreht mal durch! (Relatos salvajes)
- 2014: Noche y día (Noche & Día, Fernsehserie, 58 Folgen)
- 2015: La patota
- 2015: El espejo de los otros
- 2016: Koblic (Kóblic)
- 2016: Inseparables
- 2016: Der Nobelpreisträger (El Ciudadano Ilustre)
- 2017: Toc Toc
- 2018: Las grietas de Jara
- 2019: La Misma Sangre
- 2019: Yo, mi mujer y mi mujer muerta
- 2019: El cuento de las comadrejas
- 2019: I Miss You (Tu me manques)
- 2019: Lebe zweimal, liebe einmal (Vivir dos veces)
- 2021: Der beste Film aller Zeiten (Competencia oficial)
- seit 2024: Galgos (Fernsehserie)
- seit 2024: Bellas Artes (Fernsehserie)